# فضيحة النفقات البرلمانية في المملكة المتحدة

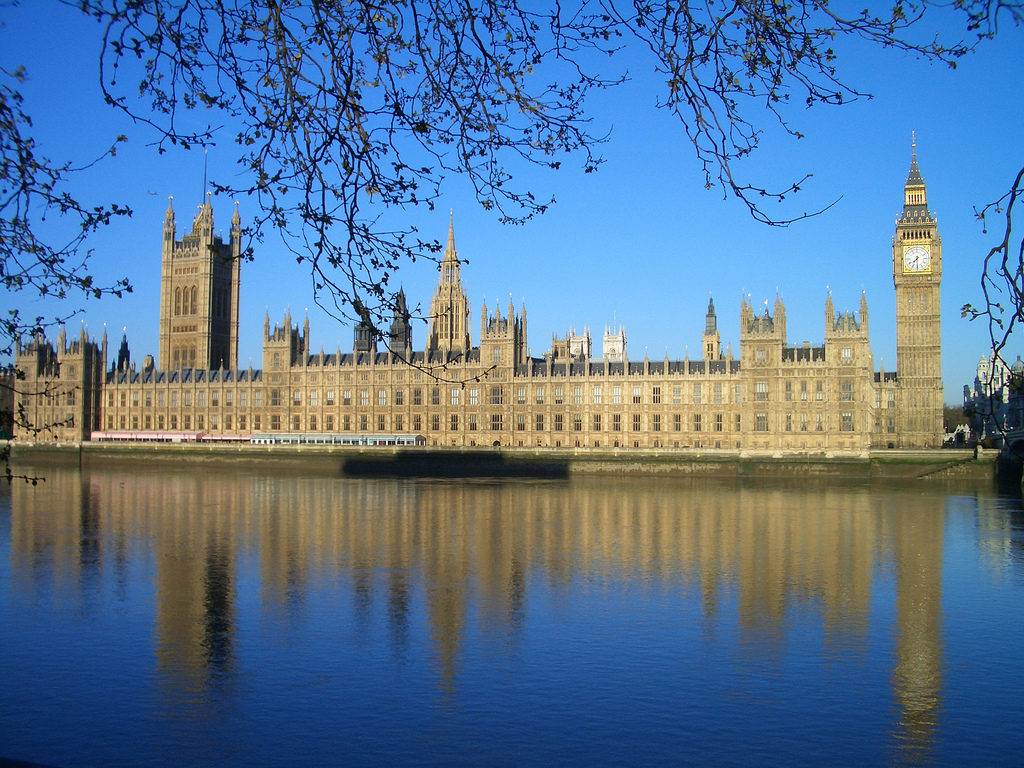
قصر وستمنستر

كانت فضيحة النفقات البرلمانية في المملكة المتحدة فضيحة سياسية كبرى وقعت عام 2009، وكانت مرتبطة بادعاءات حول نفقات قام بها أعضاء البرلمان البريطاني في كل من مجلس العموم ومجلس اللوردات على امتداد السنوات السابقة. أثار افتضاح سوء استعمال واسع النطاق لحسومات ونفقات متاحة لأعضاء البرلمان غضبًا واسعًا لدى الشعب البريطاني ونجم عنه إعلان عدد كبير من الاستقالات والطرد من العمل وإلغاء اختيار والتقاعد ترافقت باعتذارات عامة وإعادة دفع النفقات. تعرض العديد من الأعضاء أو الأعضاء السابقين في كل من مجلس العموم، وأعضاء مجلس اللوردات، للمحاكمة القانونية ونالوا أحكامًا بالسجن.
في فبراير من عام 2008 قُبل طلب قانون حرية المعلومات 2000 نشر تفاصيل مطالبة أعضاء البرلمان بالنفقات من قبل محكمة المعلومات إلا أنه واجه اعتراضًا من سلطات مجلس العموم بحجة أنه كان «تطفليًا بصورة غير قانونية». في مايو 2008 حكمت المحكمة العليا (في إنجلترا وويلز) في صالح نشر المعلومات. في أبريل من عام 2009 أعلنت سلطات مجلس العموم أن نشر النفقات، مع حذف معلومات معينة صُنفت بأنها «حساسة»، سيحدث في يوليو 2009. إلا أنه قبل حدوث هذا سُربت سجلات النفقات والتوثيق إلى صحيفة ديلي تيليغراف، التي بدأت نشرها على دفعات يومية منذ 8 مايو 2009. سيطرت هذه الإفصاحات عن تمويلات على وسائل الإعلام البريطانية لعدة أسابيع. في 18 يونيو 2009 نُشرت تفاصيل مطالب أعضاء البرلمان بنفقات وحسومات جرت الموافقة عليها منذ عام 2004 حتى عام 2008 على الموقع الرسمي للبرلمان مع تفاصيل كالعنوان، وحُذفت المطالب التي لم تنل موافقة لمدفوعات وتوافقًا بين أعضاء البرلمان ومكتب نفقات البرلمان، الأمر الذي جلب تهمًا إضافيًة بسرية غير لازمة واتهامات بأن ذلك حال دون كشف العديد من الإساءات الجادة.
ونظرًا إلى أن معظم الادعاءات كانت تدور حول امتلاك أعضاء البرلمان بيوت ثانية في لندن، أنشئت هيئة للتحقيق بكافة الادعاءات المرتبطة بحسومات «البيوت الثانية» بين عامي 2004 و2008. في ظل رئاسة الخادم المدني السابق السير توماس ليغ، نشرت اللجنة النتائج التي توصلت إليها في 12 أكتوبر مع عودة أعضاء البرلمان إلى ويستمينستر بعد عطلة الصيف. وتلقى كل عضو في البرلمان رسالة تنص على إذا ما كان يترتب عليه\عليها دفع أي نفقات طالبوا بها. نُشرت رسميًا أيضًا تفاصيل دفعات طوعية من قبل أعضاء البرلمان تبلغ قيمتها قرابة 500 ألف جنيه إسترليني. أُعلن أيضًا في 5 فبراير 2010 عن توجيه تهم جنائية تتعلق بتزوير محاسبي ضد أربعة برلمانيين، سجنوا جميعًا في وقت لاحق. في 19 مايو وُجهت تهم ضد برلمانيَين آخرين، وفي 13 و14 أكتوبر واجه برلمانيان آخران إجراءات قضائية. وأوقف ثلاثة أقران في 18 أكتوبر 2010 بسبب ادعاءات حول نفقاتهم.

## الخلفية والإجراءات القضائية
في المملكة المتحدة، يستطيع أعضاء البرلمان المطالبة بنفقات، بما في ذلك تكاليف السكن «يقترضونها بالكامل وبصورة حصرية وضرورية لتأدية واجبات العضو البرلمانية». في يناير من عام 2005 بات قانون حرية المعلومات 2000 ساري المفعول، مما أتاح للأعضاء العامين المطالبة بالكشف عن معلومات من هيئات عامة. أتت إحدى أولى المطالب من الصحفي جون أنغود توماس. وجاء طلب آخر من الصحفي والناشط في حملة حرية المعلومات هيثر بروك. طلب كلاهما الكشف عن تفاصيل حول النفقات التي طالب بها بعض أعضاء البرلمان. نُقلت الطلبات لاحقًا إلى مأمور المعلومات، الذي انضم إلى ادعاءات الصحفيين وطلب الكشف عن بعض المعلومات في 15 يونيو 2007. اعترضت سلطات مجلس العموم على هذا الطلب في يونيو 2007، وكان أعضاء في البرلمان قد صوتوا، في مايو 2007، لصالح تعديل قانون حرية المعلومات الذي سعى إلى إعفاء أعضاء البرلمان من قانون عام 2000. صوّت مجلس العموم ب96 صوتًا مقابل 25 لصالح إعفاء من تعديل مجلس العموم، إلا أن القانون سُحب في نهاية المطاف قبل القراءة الثانية في مجلس اللوردات لأن الأقران كانوا غير راغبين في رعاية القانون.
في فبراير 2008، وبعد إحالة إلى محكمة المعلومات، تقرر أن يكشف أعضاء مجلس العموم عن معلومات حول 14 عضوًا في البرلمان. لاحقًا جرى التقدم باستئناف ضد القرار، مما أفضى إلى تأجيل الكشف عن المعلومات.
في السنة الضريبية 2007-2008 اقتصرت تكاليف بقاء أعضاء البرلمان بعيدين عن منازلهم الرئيسية على 23,083 جنيه.
في يناير 2009، دوّن هاريت هارمان، زعيم مجلس العموم، اقتراحًا يعفي من كشف نفقات أعضاء البرلمان في تحت طلب قانون حرية المعلومات، بهدف الحلول دون أي كشف إضافي عن المعلومات. وُضع أعضاء حزب العمال البرلمانيون تحت سوط بثلاثة خطوط بهدف فرض الاقتراح داخل مجلس العموم. وبالرغم من ذلك، ذكرت أحزاب المعارضة أنها ستصوت ضد المقترحات، وانبثقت معارضة شعبية واسعة النطاق. أُسقطت المقترحات في نهاية المطاف في 21 يناير 2009. وأعلنت السلطات في مجلس العموم أن كشفًا تامًا لنفقات جميع أعضاء البرلمان سيُنشر في 1 يوليو 2009.
في النهاية جعل كشف وسائل الإعلام الاستئناف القانوني موضع نقاش، وقُدم الاستئناف في نهاية المطاف إلى المحكمة العليا التي حكمت في 16 مايو 2008 لصالح الكشف عن المعلومات. لم يُقدّم أي استئناف ضد حكم المحكمة العليا ونُشرت التفاصيل المطلوبة إلى العلن في 23 مايو 2008.

## جدل ما قبل النشر
قبل إشهارات صحيفة ديلي تيليغراف في مايو ويونيو من عام 2009 والنشر الرسمي للمطالب بالنفقات في يونيو 2009، وخلال دعاوي حرية المعلومات، كان هناك العديد من الكشوفات التي غطت قائمة جون ليويس المثيرة للجدل (وهي قائمة اعتُبرت أنها تشير إلى مبالغ يمكن المطالبة بها دون مساءلة) ومطالب بنفقات فردية لأعضاء البرلمان. وضمت الأمثلة عن مواد نُشرت قبل إعلانات مايو 2009:
- كانت نفقات توني بلير مقسمة «بالخطأ» حين كانت موضوع عريضة قانونية تطالب بنشرها.
- اتهم عضو حزب المحافظين ديريك كونواي في مايو 2007 بدفع أموال لابنه، الذي كان طالبًا في تلك الآونة، مستخدمًا أموالًا عامة بالرغم من عدم توافر دليل كافٍ عن قيامه بالعمل الذي كان يتعين عليه القيام به. أحيلت المسألة إلى لجنة المعايير والالتزامات في مجلس العموم، التي توصل تقريرها الذي يعود تاريخه إلى 28 يناير 2008 إلى عدم وجود سجل من هذا النوع. أوقف كونواي لمدة 10 أيام وأُمر بدفع 13 ألف جنيه إسترليني.[9] وطُرد كونواي أيضًا من الحزب. وجد ادعاء آخر بعد مرور عام أنه دفع نفقات زائدة لابنه الثاني.
- وُجه اتهام إلى كارولين سبيلمان زعيمة حزب المحافظين في يونيو من عام 2008 بأنها كانت تدفع أجر مربية أطفالها من نفقات برلمانية خلال سنواتها الأولى في البرلمان، بين عامي 1997 و1998، وهي تهمة باتت تُعرف ب«ناني غيت». حُكم أنها كانت قد 'أساءت استعمال جزء من حسومات]ها[ البرلمانية'، إلا أن المطالب بطردها رُفضت بالنظر إلى احتمال أنها لم تكن على دراية بالقوانين التي تضبط استخدام الحسومات البرلمانية أو هدفها. نصحت اللجنة سبيلمان بدفع 9,600 جنيه إسترليني.
- اتُهم الثنائي المتزوج ووزيرا حكومة حزب العمال إد بولز وإيفيت كوبر في سبتمبر من عام 2007 باستغلال نظام حسومات مجلس العموم بهدف دفع تكلفة منزل في لندن بلغت قيمته 655 ألف جنيه إسترليني.